# Sudańskie Siły Obronne
Sudańskie Oddziały Obronne (ang. Sudan Defence Force, SDF) – brytyjska kolonialna formacja zbrojna istniejąca w Sudanie Anglo-Egipskim w latach 1925–1956.

## Historia jednostki
W 1920 r. brytyjskie władze kondominium Sudanu opracowały plan odesłania egipskich oddziałów wojskowych i większości egipskich oficerów z terytorium Sudanu w celu utworzenia sudańskiej formacji zbrojnej. Na jej czele wprawdzie mieli stać oficerowie brytyjscy, ale ze stale wzrastającą kadrą sudańską. Jednakże dopiero po zabójstwie w 1924 r. w Kairze generalnego gubernatora Sudanu Lee Stack Paszy, a następnie rosnącej liczbie buntów w sudańskich oddziałach wojskowych w Chartumie doprowadziły do realizacji planu. W rezultacie w styczniu 1925 r. zostały utworzone Sudan Defence Force. W ich skład weszło ok. 140 brytyjskich oficerów z armii egipskiej. Nowa formacja liczyła ok. 4,5-6 tys. żołnierzy. Składała się z:
- Korpusu Wielbłądziego (Camel Corps),
- Korpusu Wschodnioarabskiego (Eastern Arab Corps),
- Korpusu Zachodnioarabskiego (Western Arab Corps),
- Korpusu Równikowego (Equatorial Corps).

Istniały też pododdziały artylerii, saperów, samochodów pancernych, karabinów maszynowych, łączności, medyczne i transportowe.
Podczas II wojny światowej SDF zostało powiększone do 20-25 tys. żołnierzy. Wzięło udział w walkach z wojskami włoskimi w kampanii wschodnioafrykańskiej. Od 10 czerwca 1940 r. prowadziło działania obronne na przygranicznych obszarach Sudanu, zaś od stycznia 1941 r. uczestniczyło w ofensywie na obszarze Etiopii i Erytrei, która doprowadziła do wyrzucenia stamtąd sił włoskich. Pod koniec kampanii Sudańczycy walczyli w rejonie Kufra Oasis.